# エクセル展覧会センター

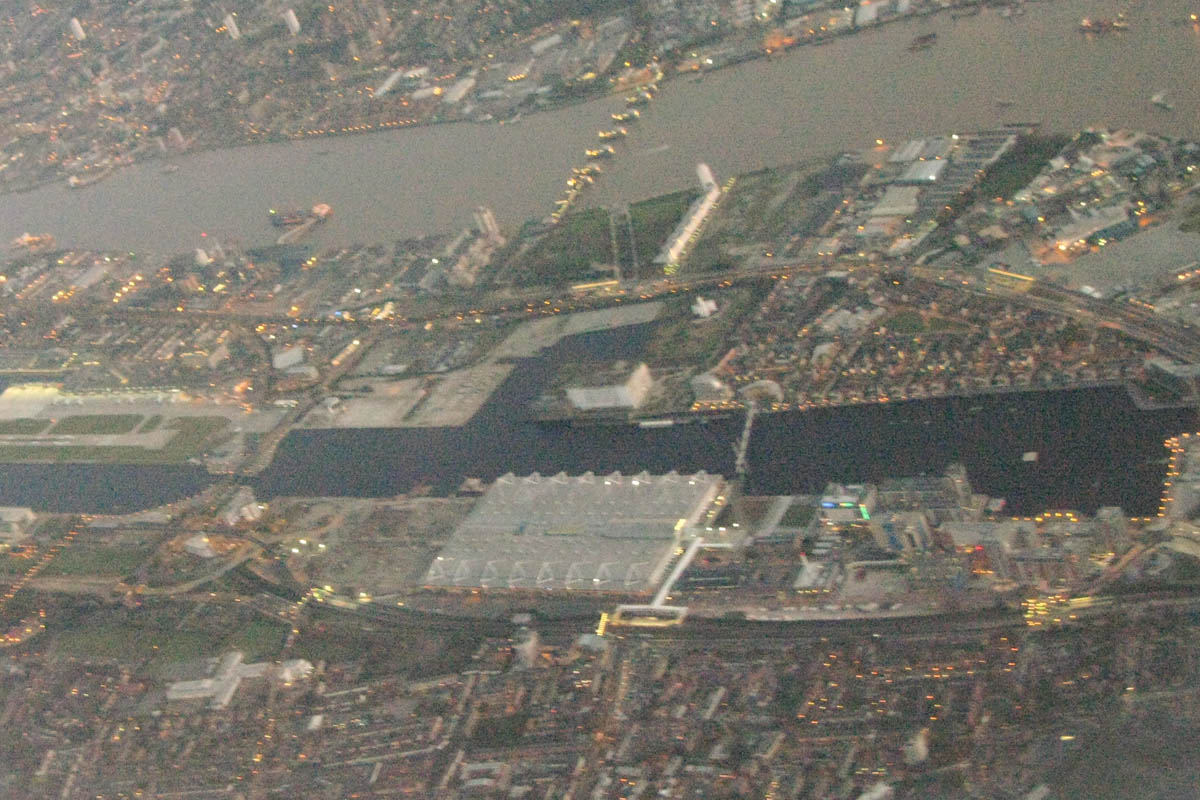
北側上空から。中央の大きい四角い建物がエクセル展覧会センター。

エクセル展覧会センター (エクセルてんらんかいセンター、英: ExCeL London) は、イギリスのロンドン・ニューアム特別区にあるコンベンションセンター（展示場や会議場その他の催事などに使用される大規模施設）である。
ロンドンのウォーターフロント再開発地区であるドックランズ内にあり、ロイヤル・ビクトリア・ドックの北岸に建つ。ロンドン・シティ空港のドックを隔てた北西に位置する。

## 概要
同センターはサー・ロバート・マカルピン社（Sir Robert McAlpine Ltd）によって建造され、2000年11月に開業した。2008年5月にはアブダビ・ナショナル・エキシビションズ・カンパニー（Abu Dhabi National Exhibitions Company）に運営が譲渡された。
2012年の五輪では柔道、卓球、ボクシング、フェンシング、テコンドー、レスリング、ウエイトリフティングの会場として供用された。
2014年12月14日、ミス・ワールド決勝が行われる。

## アクセス
センターの西側正面玄関はドックランズ・ライト・レイルウェイ（DLR）のカスタム・ハウス駅と高架通路で連絡されており、東側玄関は隣駅のプリンス・リージェント駅が最寄となっている。

## 主なイベント
- 英国国際モーターショー
- ロンドンMCMエキスポ
- G20ロンドンサミット（2009年）
- Xファクターロンドンライブオーディション
- WWEスマックダウン
- ロンドンオリンピック (2012年)